# 横井 (新潟市)
横井（よこい）は、新潟県新潟市北区の町字。郵便番号は950-3311。

## 概要
1889年（明治22年）から現在の大字。新発田川下流左岸の砂丘地に位置する。
もとは1877年（明治10年）から1889年（明治22年）まであった横井村の区域の一部で、1877年（明治10年）に佐々木下新田が改称して成立した。

### 隣接する町字
北から東回り順に、以下の町字と隣接する。
北部（木崎保育園・横井の丘ふるさと資料館　側）
- 笠柳
- 太田
- かぶとやま
- 葛塚
- 鳥屋
- 内島見

南部（月見町・県道46号白新線誇線橋　側）
- 太田
- 葛塚
- かぶとやま

## 歴史
佐々木下新田（ささきしもしんでん）
江戸時代から1877年（明治10年）まであった新田名。もとは横江と称した漁村だった。
1730年（享保15年）の新発田藩による松ヶ崎掘削、翌年の阿賀野川松ヶ崎本流化によって開発され、1737年（元文2年）に検地が実施された。

### 分立した町字
1889年（明治22年）以後に、以下の町字が分立。
かぶとやま
2006年（平成18年）に分立した町字。
この分立により「かぶとやま」を挟んで南北に二分されている。

### 年表
- 1889年（明治22年）4月1日 : 合併により藤井村の大字となる。
- 1906年（明治39年）4月1日 : 合併により木崎村の大字となる。
- 1955年（昭和30年）3月31日 : 合併により豊栄町の大字となる。
- 1970年（昭和45年）11月1日 : 豊栄町が市制を施行し、豊栄市の大字となる。
- 2005年（平成17年）3月21日 : 合併により新潟市の大字となる。
- 2007年（平成19年）4月1日 : 新潟市の政令指定都市移行により、北区の大字となる。

## 世帯数と人口
2018年（平成30年）1月31日現在の世帯数と人口は以下の通りである。
| 大字 | 世帯数  | 人口  |
| ---- | ------- | ----- |
| 横井 | 167世帯 | 457人 |

## 小・中学校の学区
市立小・中学校に通う場合、学区は以下の通りとなる。
| 番地                                      | 小学校               | 中学校             |
| ----------------------------------------- | -------------------- | ------------------ |
| 20番地～726番地1                          | 新潟市立木崎小学校   | 新潟市立木崎中学校 |
| 1035番地3～1090番地17 1204番地～1252番地3 | 新潟市立葛塚東小学校 | 新潟市立葛塚中学校 |

## 主な企業・施設
- 横井の丘ふるさと資料館

## 交通

### 道路
高速道路
- 東日本高速道路
  - 日本海東北自動車道
    - 豊栄新潟東港インターチェンジ

県道
- 新潟県道46号新潟中央環状線
- 新潟県道55号新潟五泉間瀬線